# George A. Porterfield
George Alexander Porterfield (24 november 1822 – 27 februari 1919) was een lagere officier tijdens de Mexicaans-Amerikaanse Oorlog, een kolonel in het Confederate States Army tijdens het eerste jaar van de Amerikaanse Burgeroorlog en een succesvolle bankier na de oorlog in Charles Town, West Virginia.
Hij was de Zuidelijke bevelhebber tijdens de Slag van de Philippi Races. Daar werd zijn leger verrast en op de vlucht gedreven. Nadat hij gedurende de volgende elf maanden dienstdeed in verschillende staffuncties en veldcommando’s, nam hij ontslag uit het leger toen hij een regimentsverkiezing verloor. In 1871 was hij stichtend lid van de bank in Charles Town, West Virginia. Bij zijn dood was hij de op twee na langst overlevende officier-veteraan van de Mexicaans-Amerikaanse Oorlog.

## Eerste jaren
George A. Porterfield werd geboren in Berkeley County, (huidig West Virginia) op 24 november 1822. Hij was de zoon van George en Mary Tabb-Porterfield en de kleinzoon van kapitein William Porterfield en Rachel Vance-Porterfield. Zijn grootvader had in de Amerikaanse Onafhankelijkheidsoorlog gestreden, was rechter in Berkely County in 1785 en High Sheriff in 1803. Zijn vader was een veteraan van de Oorlog van 1812.
In 1844 studeerde Porterfield af aan de Virginia Military Institute. In 1846 stelde hij in Richmond, Virginia de eerste compagnie van vrijwilligers samen voor de Mexicaans-Amerikaanse Oorlog. Hij werd verkozen tot eerste luitenant. Kort na aankomst in Mexico werd hij aangesteld als adjudant van de 1st Virginia Regiment, daarna als assistent adjudantgeneraal van de brigade en van de divisie tijdens de Slag bij Buena Vista.
Na deze oorlog werd hij leerkracht en redacteur bij de Martinsburg Gazette. Na een jaar werkzaam te zijn geweest bij de United States Coast Survey in Washington, keerde hij terug naar Jefferson County, West Virginia om er als landbouwer aan de slag te gaan in 1855. Toen de oorlog begon woonde hij nog altijd daar met zijn familie.
Op 9 juli 1849 trouwde Porterfield met Emily Cornelia. Ze was de dochter van Elizabeth (Pitzer) Terril en kolonel William Henry Terril, een advocaat van Bath County, Virginia en lid van het huis van afgevaardigden van Virginia tussen 1829 en 1831. Haar broers waren de Zuidelijke generaal James B. Terrill en luitenant Phillip M. Terrill en de Noordelijke generaal William Rufus Terrill. Alle drie de broers zouden sneuvelen in de oorlog. Porterfield en Emily kregen vier zonen en drie dochters. Hun zoon John zou in de voetsporen van zijn vader treden als bankier.

## De Amerikaanse Burgeroorlog

### Legeraanvoerder in noordwestelijk Virginia
Nadat de Virginia Secession Convention de afscheuring van de staat officieel proclameerde op 17 april 1861, keurde de Convention een wet goed waarbij de gouverneur John Letcher de toestemming kreeg om een leger en marine op te richten. Letcher benoemde de voormalige kolonel Robert E. Lee tot generaal-majoor en bevelhebber van het nieuwe leger.
George Porterfield werd tot kolonel aangesteld en inspecteur-generaal van de militietroepen in Harpers Ferry. Op 4 mei 1861 kreeg Porterfield het bevel van Lee om in Grafton in noordwestelijk Virginia te rekruteren. Daar diende hij de Baltimore en Ohio spoorweg te bewaken. Toen Porterfield arriveerde op 14 mei 1861 constateerde hij dat de voornamelijk Ierse inwoners pro-Noordelijk waren en dat de pro-Noordelijke Grafton Guards militia de nederzetting in handen hadden. Hij verhuisde al snel naar Fetterman, een nederzetting op 3 km van Grafton. De weinige vrijwilligers waren slecht bewapend. De eenheden die Porterfield formeerde, werden later de 25th Virginia Infantry, de 31st Virginia Infantry en het 9th Battalion of Virginia Infantry. Hij verzocht om extra troepen te sturen om dit deel van Virginia in Zuidelijke handen te houden. De autoriteiten in Richmond gingen niet onmiddellijk in op zijn vraag om de pro-Noordelijke bevolking niet te veel te provoceren. Op 19 mei kreeg Porterfield de boodschap van Lee dat er verschillende eenheden van Beverly, Virginia op weg waren ter versterking.
Nadat de Grafton Guards waren vertrokken om dienst te nemen in de Noordelijke legers, bezette Porterfield op 25 mei kort het stadje. Om een Noordelijke opmars in de regio tegen te houden liet hij de bruggen van de Baltimore en Ohio spoorweg tussen Farmington en Mannington vernietigen. Hij vernam dat de Noordelijken onder leiding van kolonel Benjamin Franklin Kelley vanuit Parkersburg en kolonel James B. Steedman op weg waren naar Grafton om de spoorweg onder controle te krijgen. Op 28 mei trok hij zijn troepen terug naar Philippi. in Barbour County op ongeveer 45 km ten zuiden van Grafton. Op dezelfde dag plaatste George B. McClellan de volledige Noordelijke strijdmacht, ongeveer 3.000 man sterk, onder leiding van brigadegeneraal Thomas A. Morris. Op 30 mei bezette kolonel Kelley Grafton. Kelley zette zijn mannen aan het werk om de vernietigde bruggen te repareren. Toen Porterfield Phillipi bereikte beschikte hij over 600 infanteristen en 175 cavaleristen.

### DeSlag van de Philippi Races
Op 2 juni vertrokken beide Noordelijke onderdelen per trein om te convergeren bij Philippi, Kelley via het zuiden en Dumont via het noorden. Beide Noordelijke onderdelen arriveerden bij Philippi in de ochtend van 3 juni. Morris plande een aanval voor dageraad. Het signaal was een pistoolschot. De ongetrainde Zuidelijke soldaten hadden geen wachtposten uitgezet. Door het slechte weer bleven ze liever in hun tenten. Mevrouw Thomas Humphreys, een Zuidelijke sympathisant, zag de Noordelijke komen. Ze stuurde haar jonge zoon om per paard de Zuidelijken te waarschuwen voor de Noordelijke opmars. Ze zag hoe haar zoon gevangen werd genomen door Noordelijke soldaten. Ze vuurde pistoolschoten naar de belagers van haar zoon. Hoewel ze niemand raakte, werden deze schoten gezien als het startschot van de aanval.
De Noordelijke artillerie opende het vuur. Hierdoor werden de Zuidelijken wakker. Na het vuren van enkele salvo's, braken de Zuidelijke linies. De onervaren soldaten vluchtten naar het zuiden, waaronder sommigen nog in hun nachtkledij. Journalisten spraken hierna van de “Philippi Races”. Dumont’s troepen marcheerden de stad binnen vanuit het noorden. Kelley had vertraging opgelopen waardoor hij de zuidelijke vluchtroute voor de vijand niet tijdig kon afsluiten. Kelley sneuvelde tijdens de achtervolging van de Zuidelijken. De overgebleven Zuidelijke soldaten trokken zich terug naar Huttonsville.

### Gevolgen van de slag
Porterfield kreeg de schuld voor deze nederlaag en vroeg om een onderzoek. Uit dit onderzoek bleek dat Porterfield de nodige wachtposten had uitgezet en dat zijn leger onder de omstandigheden zich ordelijk had teruggetrokken. Lee besliste om Porterfield te zuiveren van alle blaam. Toch werd hij vervangen door brigadegeneraal Robert S. Garnett op 13 juni 1861. Porterfield had enkel nog de troepen in Beverly onder zijn bevel. Garnetts leger zou een nog grotere nederlaag lijden tijdens de Slag bij Rich Mountain op 11 juli 1861. Garnett zou sneuvelen tijdens de Slag bij Corrick's Ford.

### Verdere loopbaan in het leger en ontslag
Porterfield kreeg een aanstelling bij de Zuidelijke brigadegeneraal William W. Loring en werd zijn ordonnantie-officier op 9 augustus 1861. tussen 21 april en 1 mei 1862 had hij het bevel over een brigade van brigadegeneraal Edward "Allegheny" Johnsons divisie. Op 1 mei 1862 werd het 25th Virginia Regiment samengevoegd met verschillende compagnieën van de 9th Battalion Virginia Infantry. Hij werd niet herkozen als bevelhebber. Hij voelde zich onheus behandeld en had geen vooruitzichten op een andere aanstelling of promotie. Daarom nam hij ontslag uit het leger.
Hij werd gevangengenomen door eenheden van de Noordelijke generaal Nathaniel P. Banks in juni of juli 1862. Hij werd kort daarna onder voorwaarden vrijgelaten en nam niet meer deel aan de oorlog.

## Leven na de oorlog
In 1871 werd George Porterfield stichtend lid van de Bank of Charles Town in Jefferson County, West Virginia waar hij verschillende jaren werkzaam was als loketbediende.
Porterfield was een lid van de Aztec Club, een vereniging van veteranen van de Mexicaans-Amerikaanse Oorlog, waar hij ondervoorzitter en uiteindelijk voorzitter van werd.
Hij overleed op 27 februari 1919 in Martinsburg, West Virginia en werd daar begraven op het Greenhill Cemetery.